# ارعاب شاهد
ارعاب شاهد (انگلیسی: Witness tampering) اقدامی است برای اعمال نفوذ نادرست، تغییر یا ممانعت از شهادت شهود در آئین دادرسی کیفری یا مدنی.
دستکاری شهود و انتقام جویی علیه شهود در پرونده‌های جرائم سازمان‌یافته مشکلی بوده است که دادستان‌ها با آن مواجه هستند. برنامه‌های حفاظت از شاهد یکی از پاسخ‌ها به این مشکل بود.